# Erik et Anne Lapied
 (juin 2024).
L'article doit être relu — et modifié si nécessaire — par des contributeurs indépendants pour apporter un regard critique aux contributions effectuées en violation des conditions d'utilisation de Wikipédia, tant sur la forme (notamment concernant le style encyclopédique, la proportionnalité) que sur le fond (la neutralité de point de vue, la qualité et l'indépendance des sources).

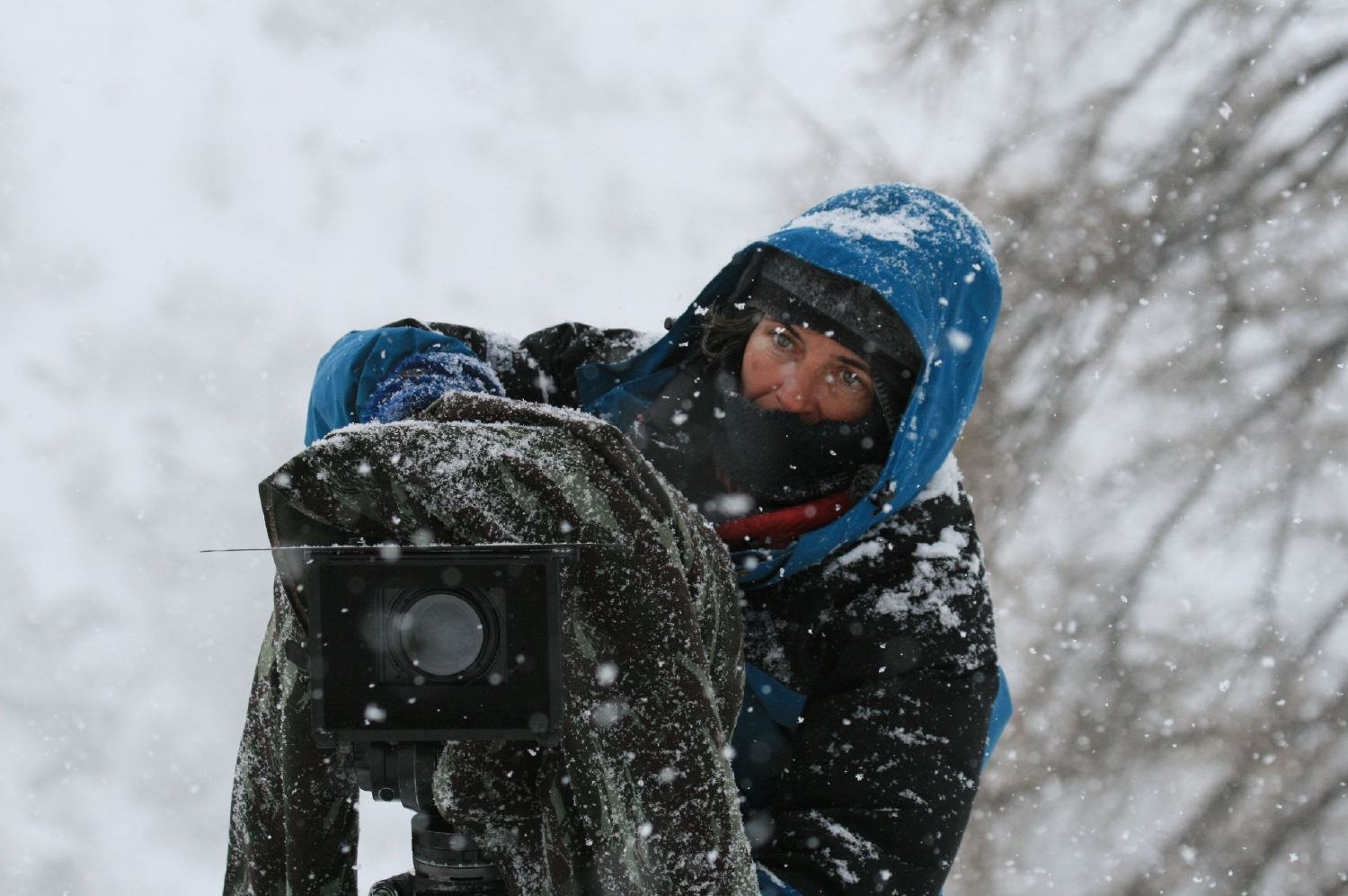
Anne Lapied, cinéaste

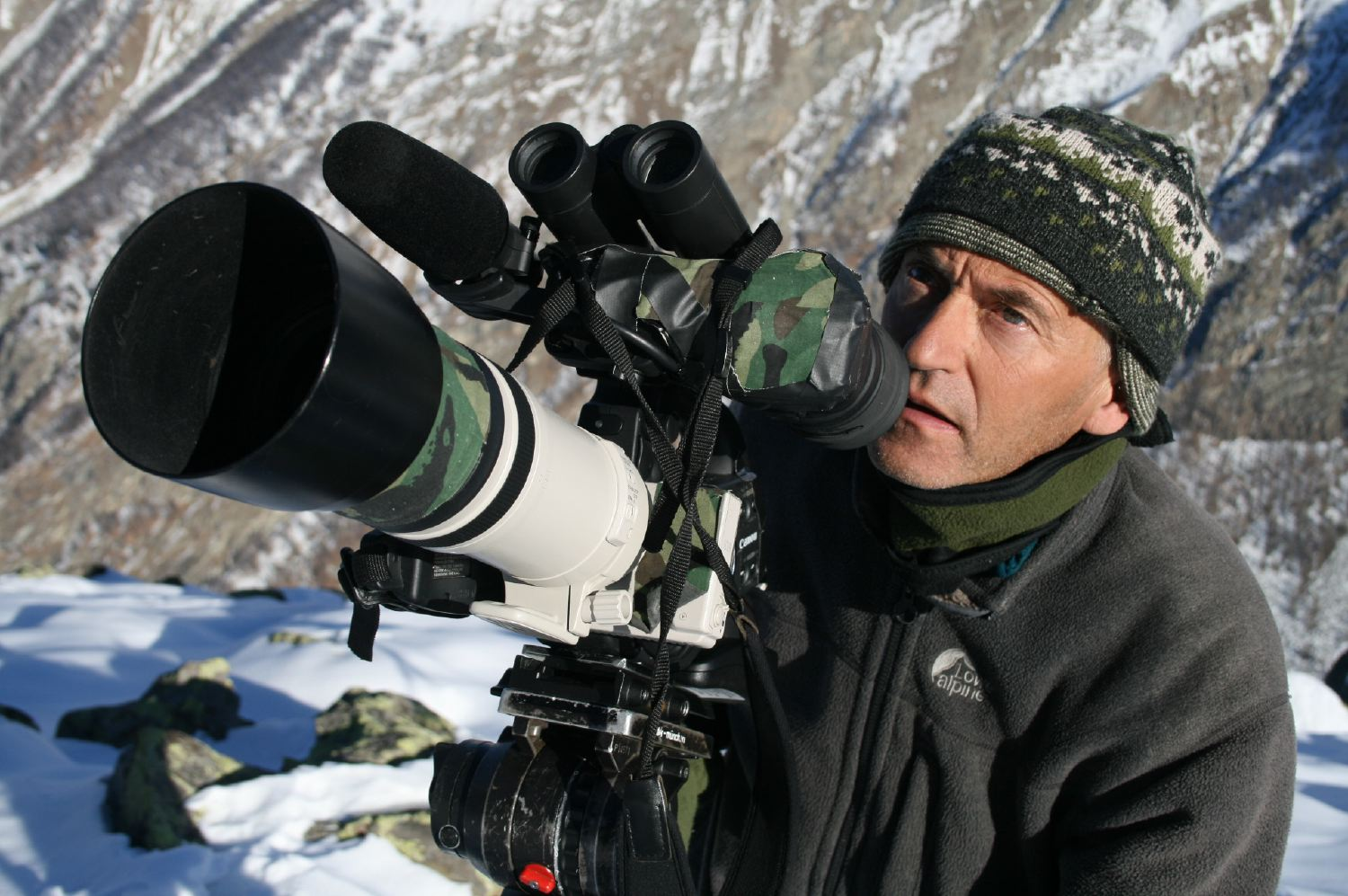
Erik Lapied, cinéaste

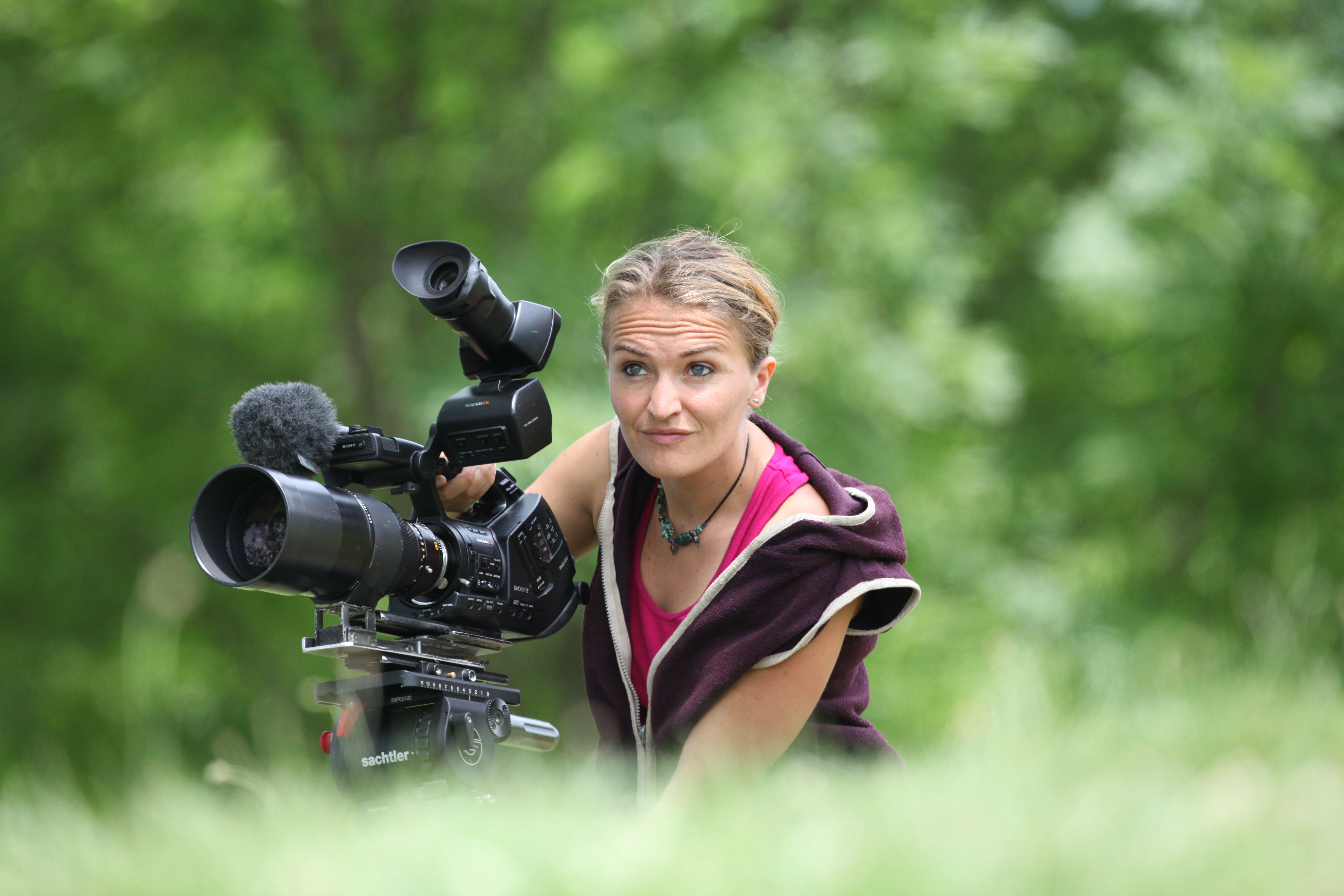
Véronique Lapied, cinéaste

Erik Lapied, son épouse, Anne, et leur fille, Véronique, sont des cinéastes de montagne et documentaristes animalier français. Ils ont tourné de nombreux films sur la faune d’altitude, les hommes qui vivent en montagne ainsi que sur l’environnement montagnard. Ils travaillent essentiellement dans les Alpes, mais leur métier les a aussi conduits dans le Grand Nord, en Himalaya et en Afrique.
Ils ont réalisé une trentaine de films et obtenu cent récompenses à travers le monde.

## Filmographie
| - 1983 : Iles Lofoten - 1983 : Spitzberg, Ile Arctique - 1984 : Laponie Sauvage - 1988 : Vanoise, Alpes en Liberté - 1989 : Le Grand Retour - 1990 : Lacs de Montagne - 1991 : LʼÎle Blanche - 1992 : Tétras-Lyre - 1992 : Alpes Sauvages - 1993 : Le Pré des Danses - 1993 : Piocheur de Gentiane - 1993 : Le Couloir du Foin - 1994 : La Saison des Alpages - 1994 : Un été en Vanoise - 1996 : La Nuit des Hyènes - 1996 : Les Marmottes du Grand Rocher - 1996 : Les Seigneurs de lʼHiver - 1997 : Le Lac | - 2000 : Les Sentiers du petit bonheur - 2001 : Animal Roc - 2003 : Trois cents Jours dans la Montagne - 2004 : Zanskar, le chemin des glaces - 2005 : La Montagne aux sept bergers - 2006 : Juste après la Neige - 2008 : Dolma du bout du monde - 2009 : La Vallée oubliée des Hommes - 2010 : Voyage au bout de l’hiver - 2011 : Ils ont choisi dʼêtre Berger - 2012 : Carnets d'Alpages - 2012 : La Belle Vie de François - 2012 : Himalaya, Le Village Suspendu - 2013 : Mont-Cenis, Les Sentinelles du Lac - 2013 : Lhamo, l'Enfant de l'Himalaya - 2013 : Mille et Une Traces - 2014 : Alexandre, fils de Berger - 2021 : Une vie de bouquetin |

## Distinctions
- Mille et Une Traces

Prix de la meilleure photographie Festival du film de montagne des Diablerets (Suisse) - 2014

Mention spéciale de la démarche Naturaliste - Festival Nature Namur (Belgique) - 2013
- Lhamo, lʼEnfant de lʼHimalaya

Tatra Mountains National Park Directorʼs Prize" - Festival du film de montagne de Zakopane (Pologne) - 2014
- Himalaya, le Village Suspendu

Prix du film « Vie des Hommes » – Festival du film de montagne de Zakopane (Pologne) - 2013 

Grand Prix - Festival de Domžale (Slovénie) - 2013 

"Mention Honorable" - Festival du film de montagne de Graz (Autriche) 2013 

Prix du film « Vie des Hommes » – Mendifilm Festival (Espagne) - 2012 

Prix du meilleur film sur l'environnement de montagne et prix de la meilleure photographie - Festival de Torello (Espagne) - 2012
- La belle Vie de François

Diable d'Or « Cultures du Monde » - Festival de montagne des Diablerets (Suisse) - 2011
- Survivre, Animaux des Alpes en hiver

Prix du Public  - Festival dʼ Albert - 2012
- Ils ont choisi dʼêtre Berger

Prix "Louis Guimet" - Festival du film "Pastoralisme et Grands Espaces" - Les 7 Laux - 2012
- Voyage au Bout de l’Hiver

Prix de la photographie - Festival d'Ushuaia (AR) - 2012 

Grand Prix - Festival de Sestrière (Italie) - 2012 

Prix Sony Italie - Festival de Cervino - 2012

Prix du meilleur film de montagne - Mountain film Awards (États-Unis) -2012 

Prix des "Paysages Italiens" - Festival d'Orobie (Italie) - 2012 

Hérisson dʼOr - Festival de la Frapna - 2011 

Caméra dʼOr Environnement - Festival Graz (Autriche) - 2011 

Grand Prix et prix du public - Festival de Tegernsee (Allemagne) - 2011 

Prix du public - Namur (Belgique) - 2011 

Grand Prix et Prix du meilleur film naturaliste - Trofeo Stambecco d'Oro (Italie) - 2011 

Grand Prix Festival della Lessinia (Italie) - 2011 

Grand Prix et Prix du Public - Festival d'Abbeville - 2011 

Grand Prix et Prix de la Télévision Slovène - Festival de Domžale (Slovénie) - 2011 

Diable d'Or Environnement - Festival de montagne des Diablerets (Suisse)- 2010  

Lirou d’Or - Festival International de Ménigoute-FIFO - 2010 

Prix du Public - Festival d’Autrans - 2010

- La Vallée oubliée des Hommes

Prix du Public - Festival Nature Namur (Belgique) - 2010 

Prix de la Vie Sauvage - Festival de l’Oiseau et de la Nature d’Abbeville - 2010 

Diable d'Or Environnement - Festival de montagne des Diablerets (Suisse) - 2009 

Prix de la Haute Définition - Festival International de Ménigoute-FIFO - 2009
- Dolma du bout du monde

Prix du meilleur film catégorie nature et culture montagnarde - Festival de Domžale (Slovénie) - 2011 

Prix de la meilleure image - Festival de Tegernsee (Allemagne) - 2010 

Mention spéciale - Festival de Graz (Autriche) - 2010 

Prix du public - Festival de Coni (Italie) - 2009 

Meilleur film des Grands prix de festivals de montagne - Cervino (Italie) - 2009 

Grand Prix et Diable d'Or Meilleur documentaire de montagne - Festival des Diablerets (Suisse) - 2008

- Juste après la Neige

Grand prix Nature - Festival Nature et Environnement - Grenoble - 2007 

Nommé pour le meilleur film de la faune européenne - Albert - 2007 

Mention spéciale du jury - Abbeville - 2007 

Grand prix - Festival International de Ménigoute-FIFO - 2006 

Diable d'Or Environnement - Festival des Diablerets (Suisse) -2006

- La Montagne aux sept bergers

Prix meilleur film « Vie des Hommes » Autrans (France) - 2005
- Zanskar, le chemin des glaces

Caméra d’Or - Festival de Graz 2010 (Autriche) 

Prix de la meilleure œuvre cinématographique au 5 Point Festival de Carbondale (États-Unis) - 2009 

Grand Prix / festival du Film Curieux Voyageurs de Saint-Étienne (France) - 2009 

Grand Prix / Festival au film de l’eau de Verviers (Belgique) - 2009 

Ancre d’Argent / Festival d’Exploration de Toulon (France) - 2008 

Prix de la meilleure image et meilleur son / Val d’Isère (France) - 2005 

Grand Prix du Festival Films de Montagne d’Autrans (France) - 2004 

Grand Prix du Festival des Diablerets (Suisse) - 2004 

Grand Prix et Prix de la Meilleure Image du Festival Montagne et Aventure Torello (Espagne) - 2004 

Prix Adventura « Homme et Environnement » Festival de Montréal (Canada) - 2004

- Trois cents Jours dans la Montagne

Prix du meilleur film Nature Environnement FIFO - 2003

Prix spécial du Jury, festival films animaliers dʼAlbert - 2003